# Jupiter Glacier
Jupiter Glacier är en glaciär i Antarktis. Den ligger i Västantarktis. Argentina, Chile och Storbritannien gör anspråk på området. Jupiter Glacier ligger 294 meter över havet.
Terrängen runt Jupiter Glacier är huvudsakligen kuperad, men åt sydost är den platt. Trakten är obefolkad. Det finns inga samhällen i närheten.